# Gustav Glück
Gustav Glück (* 6. April 1871 in Wien, Österreich-Ungarn; † 18. November 1952 in Santa Monica, Kalifornien, USA) war ein österreichischer Kunsthistoriker und Museumsdirektor.

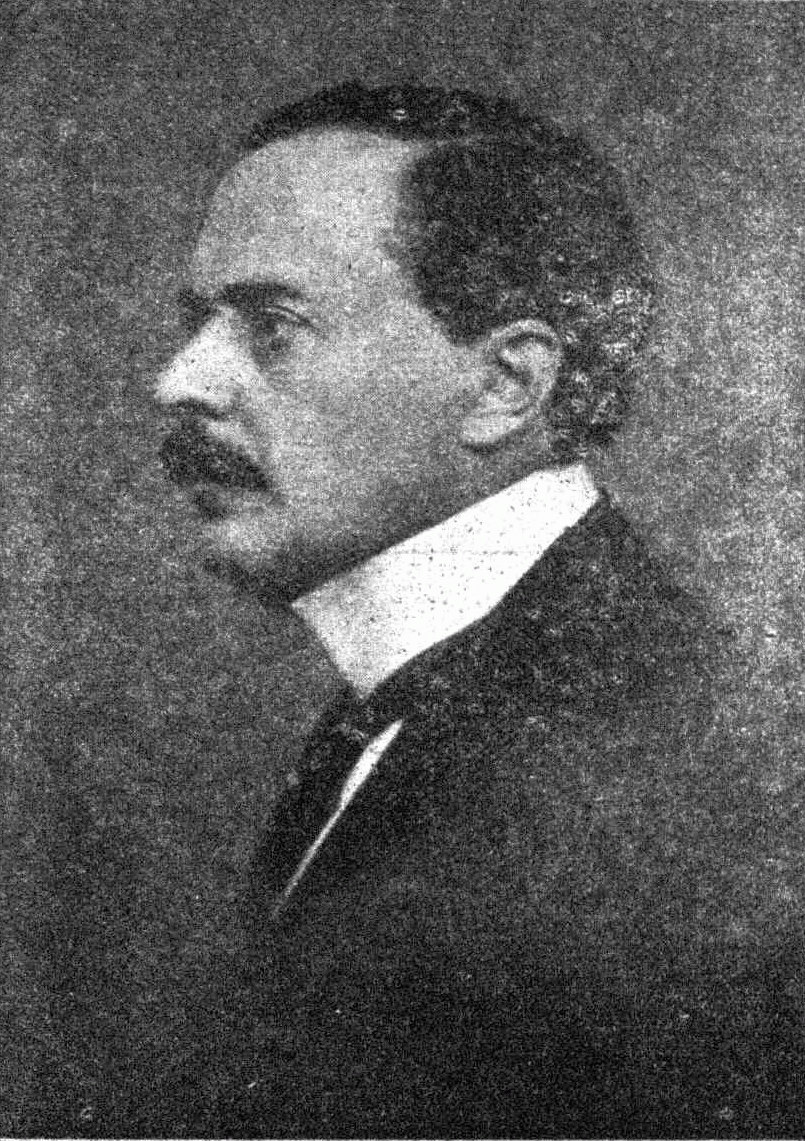
Gustav Glück, Photo von Carl Pietzner
(Wiener Bilder, 4. Januar 1914)

## Familie
Gustav Glück war der Sohn von Moritz (1832–1914) und Therese (1838–1914) Glück. Im Jahr 1898 heiratete er Else von Schönthan (1877–1965), eine Tochter des Schriftstellers Franz von Schönthan. Aus der Ehe gingen drei Kinder hervor, zwei Söhne und eine Tochter.
Sein erstgeborener Sohn Franz (1899–1981) wurde Museumsdirektor, sein zweiter Sohn Gustav Finanzexperte und Bankier (1902–1973), seine Tochter Elisabeth „Lisl“ (1908–1993) heiratete zunächst den Schauspieler Anton Edthofer und 1936 den Schauspieler Paul Henreid.

## Wirken
Im Milieu einer kulturell interessierten und angesehenen altösterreichischen Großkaufmannsfamilie aufgewachsen, studierte Glück in Wien und Bonn, besonders gefördert durch Franz Wickhoff und Carl Justi, zunächst Klassische Philologie, dann Klassische Archäologie und Kunstgeschichte und wurde 1894 in Wien promoviert. Zeitlebens bereicherten Studienreisen seine kunstgeschichtlichen Arbeiten und ließen ihn wertvolle wissenschaftliche Verbindungen anknüpfen.
1899 trat Glück in den Hofdienst ein und wurde als wissenschaftliche Hilfskraft am Kupferstichkabinett der Hofbibliothek unter Friedrich Dörnhöffer zur Neuordnung der frühen Grafikbestände herangezogen. Ein Jahr später übernahm er als Assistent die wissenschaftlichen Arbeiten der Gemäldegalerie der „Kunsthistorischen Sammlungen des Allerhöchsten Kaiserhauses“ (später Kunsthistorisches Museum). 1911 wurde er als erster Kunsthistoriker mit der Leitung der Gemäldegalerie betraut, deren Direktion er bis zu seinem Eintritt in den Ruhestand 1931 führte. Von 1919 bis 1923 leitete er als „Erster Vorsitzender des Kollegiums der wissenschaftlichen Beamten“ das gesamte Kunsthistorische Museum.
Die Gemäldegalerie verdankt Glück die erste moderne Hängung, die das einzelne Gemälde aus der Fülle der früher gebotenen „Bilderwände“ löste und eine isolierte Betrachtung des Kunstwerkes ermöglichte. Die aus der Schausammlung ausgeschiedenen Bilder wurden zu einer als Studiensammlung eingerichteten „Sekundärgalerie“ vereinigt. Der Ausbau der Restaurieranstalt, die schon früh mit einer Röntgen- und Quarzlampeneinrichtung ausgestattet wurde, lässt Glücks hohes Verantwortungsbewusstsein für die Erhaltung der Meisterwerke erkennen. Die internationalen Beziehungen Glücks und sein energisches Einschreiten in Wort und Schrift trugen nach dem Ersten Weltkrieg entscheidend bei, dass der Bestand der Gemäldegalerie bis auf die von Italien beschlagnahmten Bilder keine weiteren Einbußen erlitt. Künstlerisches Empfinden, ein entwickeltes Qualitätsgefühl und eine genaue Kenntnis des Kunstmarktes ermöglichten es Glück, mit einer beachtlichen Reihe von Neuerwerbungen „die Stärken der vorhandenen Bestände [...] abzurunden“. Systematisch baute er die Sammlung altösterreichischer Tafelmalerei aus („Museum mittelalterlicher österreichischer Kunst“), die sich heute in der Österreichischen Galerie Belvedere befindet. An den zwischen 1904 und 1928 erschienenen Katalogen und Führern der Gemäldegalerie wirkte er als Sachbearbeiter und Herausgeber mit. Als Glück aus dem Staatsdienst schied, lagen nicht nur seine Bücher über die Kunst der Renaissance und über Van Dyck, sondern auch eine beachtliche Reihe von Aufsätzen zur altniederländischen sowie altdeutschen Kunst und zu dem Problemkreis um Peter Paul Rubens und seine Schule vor. Nunmehr folgten neben Studien zur flämischen und holländischen Malerei in rascher Folge zwei Werke über Pieter Bruegel den Älteren und deren Übersetzungen. Sie wiesen der Bruegelforschung neue Wege. Er schrieb noch eine umfassende Arbeit über die Landschaften bei Rubens und unter anderem zahlreiche Untersuchungen zu den Habsburgerporträts und als letzte Studie „Peter Bruegel the Elder and the Legend of St. Christopher in Early Flemish Paintings“ (1950).
Nach dem Anschluss Österreichs 1938 musste Glück emigrieren. Er zog nach London und 1940 in die USA, 1949 erhielt er die amerikanische Staatsbürgerschaft.

## Veröffentlichungen (Auswahl)
- Rubens Liebesgarten. In: Jahrbuch der kunsthistorischen Sammlungen. Wien 1920/1921.
- Die Gemäldegalerie des Kunsthistorischen Museums in Wien. 1923, 4. Auflage 1946, englisch 1925.
- Die Handzeichnungen von Peter Paul Rubens. herausgegeben mit F. M. Haberditzl, Wien 1928.
- Die Kunst der Renaissance in Deutschland, den Niederlanden, Frankreich u.s.w. In: Propyläen-Kunstgeschichte Band 10, 1928; 2. Auflage 1933; spanisch 1936.
- Van Dyck, Des Meisters Gemälde (= Klassiker der Kunst Band 23). 1931.
- Gesammelte Aufsätze. herausgegeben von L. Burchard und R. Eigenberger, 2 Bände, 1933 (Auswahl aus den mehr als 180 Zusatzaufsätzen und Einleitungen zu Kunstbüchern).
- Bruegels Gemälde. 1936; 5. Auflage 1951 unter dem Titel: Das große Bruegel-Werk.
- Das Bruegel-Buch. 1936 (holländisch 1936, französisch und englisch 1937).
- De Landschappen von Peter Paul Rubens. Antwerpen, Amsterdam 1940, deutsch 1945/48, 2. Auflage 1949.
- Der Weg zum Bild. Erlebtes, Erlauschtes, Erfundenes. Schroll, Wien 1948.
- Peter Bruegel the Elder and the Legend of St. Christopher in Early Flemish Paintings. In: The Art Quarterly. Band 13, 1950.